# Tanja Damaske
Tanja Damaske (Berlino, 16 novembre 1971) è un'ex giavellottista tedesca, campionessa europea della specialità.

## Palmarès
| Anno | Manifestazione    | Sede     | Evento                 | Risultato | Prestazione | Note |
| ---- | ----------------- | -------- | ---------------------- | --------- | ----------- | ---- |
| 1990 | Mondiali juniores | Plovdiv  | Lancio del giavellotto | Oro       | 61,06 m     |      |
| 1993 | Universiadi       | Buffalo  | Lancio del giavellotto | Argento   | 57,68 m     |      |
| 1994 | Europei           | Helsinki | Lancio del giavellotto | 6ª        | 61,32 m     |      |
| 1995 | Mondiali          | Göteborg | Lancio del giavellotto | 6ª        | 62,32 m     |      |
| 1997 | Mondiali          | Atene    | Lancio del giavellotto | Bronzo    | 67,12 m     |      |
| 1998 | Europei           | Budapest | Lancio del giavellotto | Oro       | 69,10 m     |      |
| 1999 | Mondiali          | Siviglia | Lancio del giavellotto | nm        | nm          |      |

## Altre competizioni internazionali
1996
- Coppa Europa di atletica leggera ( Madrid)